# بنزو(k)فلورانثين
بنزو (k) فلورأنثين (بالإنجليزية : Benzo(k)fluoranthene ) هو هيدروكربون عطري متعدد الحلقات صيغته الكيميائية C20H12 .